# Martin’s Light Railways

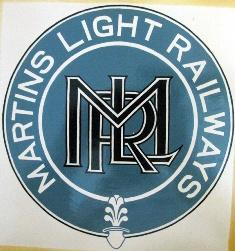
Logo der MLR

Die von dem britischen Unternehmen Martin & Co. in Kalkutta gegründete Eisenbahngesellschaft Martin’s Light Railways (MLR) baute und betrieb ab 1897 in drei indischen Bundesstaaten sieben Schmalspurbahnen mit einer Gesamtlänge von über 530 km in den Spurweiten 610 mm und 762 mm. Jede Linie wurde von einer eigenen Gesellschaft betrieben, die alle im Besitz der Martin’s Light Railways Company waren. Zusätzlich übernahm die MLR 1916 die Buthiadaung–Maungdaw Tramway Company. Die Gesellschaften blieben noch lange nach der Unabhängigkeit Indiens 1947 eigenständig, die letzte wurde erst 1986 verstaatlicht.

## Arrah–Sasaram Light Railway (ASLR)
Die im Bundesstaat Bihar gelegene Strecke von Arrah nach Sasaram wurde 1911 eröffnet. Sie war in 762 mm Schmalspur gebaut und rund 105 km lang. Wurden 1952 noch 1.777.700 Passagiere befördert, waren es 1960 nur noch 224.000. Wegen zunehmender Verluste wollte MLR bereits Ende 1974 die Bahn stilllegen. Das Unternehmen bekam jedoch finanzielle Unterstützung durch die indische Regierung und betrieb die Bahn noch drei Jahre lang weiter. Der letzte Zug fuhr am 15. Februar 1978.
2006 bis 2007 wurde die Strecke von den IR auf die indische Breitspur umgebaut und der Zugverkehr wieder aufgenommen. 
Die Gesellschaft verfügte 1936 über 6 Lokomotiven, 20 Personen- und 89 Güterwagen. Bis 1961 wuchs der Bestand auf 12 Lokomotiven, 34 Personen- und 140 Güterwagen.

## Bakhtiarpur–Bihar Light Railway (BLR)
Die 1903 eröffnete Bahnstrecke von Bakhtiarpur in Westbengalen nach Bihar Sharif im Bundesstaat Bihar hatte eine Spurweite von 762 mm. 1911 wurde die Strecke bis Rajgir verlängert und war damit insgesamt 53 km lang.
Die Gesellschaft verfügte 1936 über 5 Lokomotiven, 24 Personen- und 71 Güterwagen.
1950 wurde die Bahn von den Indian Railways übernommen und 1962 nach Umspurung auf die indische Breitspur neu eröffnet.

## Barasat–Basirhat Light Railway (BBLR)

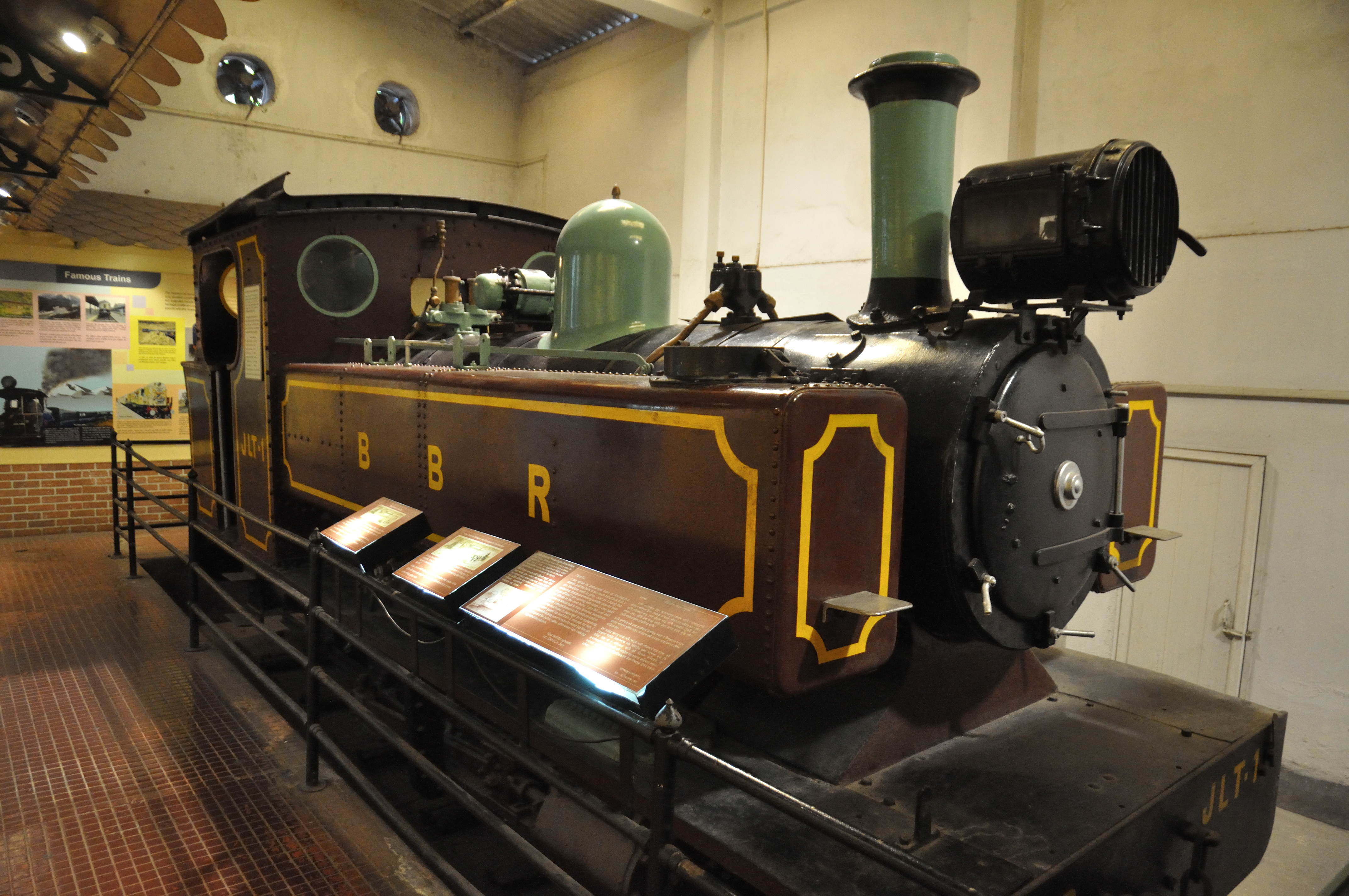
Erhaltene Dampflokomotive im Birla Industrial & Technological Museum in Kalkutta

Die Hauptstrecke von Barasat nach Basirhat wurde am 1. Januar 1905 eröffnet und bis 1909 nach Hasnabad verlängert. 1914 wurde die Strecke von Barasat bis nach Belgachia im Norden Kalkuttas eröffnet. Die im Bundesstaat Westbengalen gelegene rund 83 km lange Strecke wurde in 762 mm Spurweite errichtet.
Die Gesellschaft verfügte 1936 über 10 Lokomotiven, 39 Personen- und 67 Güterwagen. 1938 wurde ein Triebwagen angeschafft.
Aufgrund zunehmender Verluste wurde die Bahn 1952 von den Indian Railways übernommen und 1955 geschlossen. 1962 wurden auf der Strecke von Barasat bis Hasnabad neue Gleise in indischer Breitspur verlegt und der Betrieb wieder aufgenommen. Heute ist die Strecke Teil der Kolkata Suburban Railway.

## Futwah–Islampur Light Railway (FILR)
Die Strecke von Futwah nach Islampur im indischen Bundesstaat Bihar wurde 1922 eröffnet. Sie war 43 km lang, hatte eine Spurweite von 762 mm und verlief fast in der ganzen Länge parallel zur Straße.
Die Gesellschaft verfügte 1936 über 3 von Manning Wardle gebaute Lokomotiven, 9 Personen- und 29 Güterwagen. Bis 1970 erhöhte sich der Bestand auf 4 Dampflokomotiven, 18 Personen- und 31 Güterwagen.
Bei einem starken Unwetter wurden 1976 rund 14 km der Strecke unterspült und der Betrieb musste eingestellt werden. Zwischen 1981 und 1984 wurde das Teilstück repariert und neue Gleise verlegt. 1986 wurde die Bahn von Indian Railways übernommen und am 1. Februar 1987 stillgelegt. Ab 1998 wurde die Strecke auf die indische Breitspur umgebaut und 2003 von den Indian Railways in Betrieb genommen.

## Howrah–Amta Light Railway (HALR)

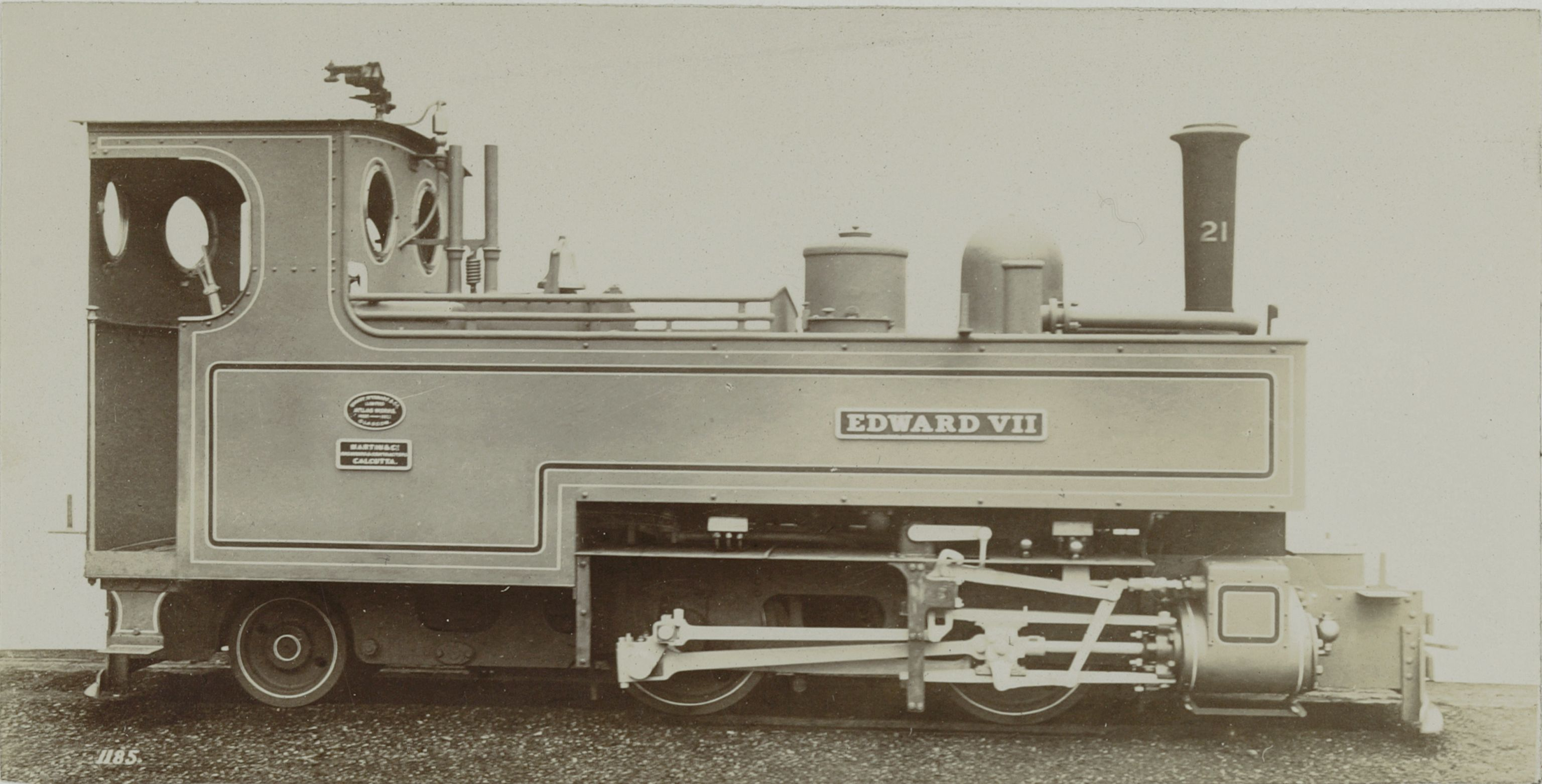
Lokomotive Nr. 21 der HALR

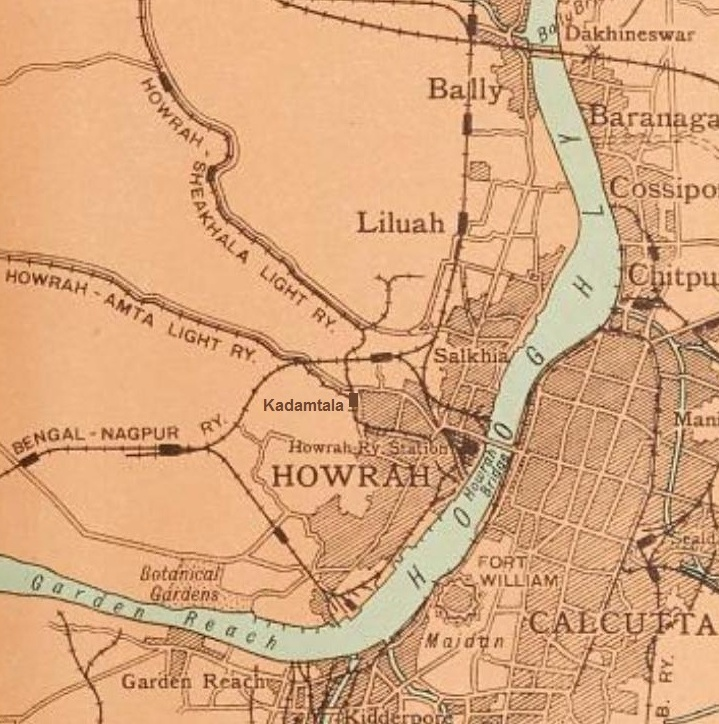
Eisenbahnen in Howrah um 1929

Die in Westbengalen gelegene Eisenbahnlinie von Howrah nach Domjur wurde 1897 eröffnet, die Verlängerung bis Amta in 1898. Eine Abzweigung ab Bargachhia nach Antpur folgte 1904 und wurde 1908 bis nach Champadanga verlängert. Die Gesamtlänge der in 610 mm Schmalspur gebauten eingleisigen Bahn betrug rund 70 km.
1914 beförderte die HALR zusammen mit der HSLR 2,5 Millionen Passagiere. 1946 bereits 7 Millionen und 1963 rund 9 Millionen. Etwa zwei Drittel davon nutzten die HALR. Der Güterverkehr entwickelte sich ebenfalls gut. Wurden 1914 rund 53.000 t Waren befördert, waren es 1954 bereits 138.000 t. Das meiste davon entfiel auf Kohle, Sand und Kartoffeln. Ab Mitte der 1960er Jahre ging jedoch sowohl der Personen- als auch der Güterverkehr immer mehr zurück.
Die Bahn wurde aufgrund wirtschaftlicher Probleme und damit verbundenen Arbeitskämpfen der Beschäftigten zum 1. Januar 1971 geschlossen. Ab 1984 wurde die Strecke von Howrah nach Amta von den Indian Railways auf die indische Breitspur umgebaut und ist heute Teil der Kolkata Suburban Railway.
Die Gesellschaft verfügte 1936 über 19 Lokomotiven, 124 Personen- und 80 Güterwagen. Bis 1961 wuchs der Bestand auf 27 Lokomotiven, 1 Dieseltriebwagen, 115 Personen- und 118 Güterwagen.

## Howrah–Sheakhala Light Railway (HSLR)

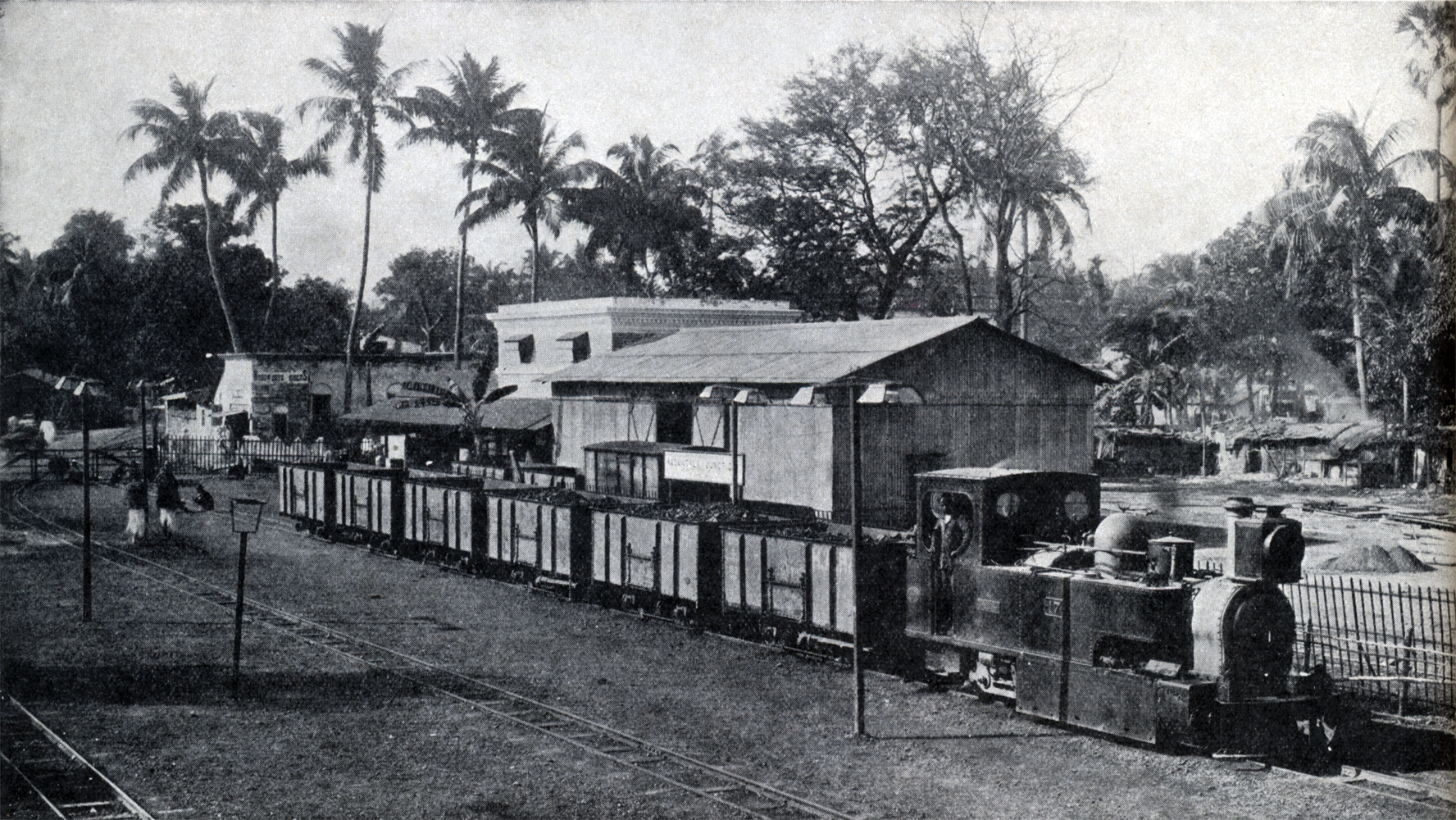
Güterzug der HSLR um 1908

Im Jahr nach der Eröffnung des ersten Teilstücks der Howrah–Amta Light Railway wurde auch die Strecke von Howrah nach Sheakhala in Betrieb genommen. Eine Abzweigung von Chanditala nach Janai folgte 1898. Die insgesamt 32 km lange Strecke war ebenfalls in 610 mm Schmalspur errichtet worden und die beiden Gesellschaften teilten sich die etwa 3 km lange Strecke vom Bahnhof Howrah Ghat am Hugli bis Kadamtala. Hier zweigte die HALR westlich ab Richtung Amta und die HSLR nordwestlich Richtung Sheakhala. Da die Gleise auf dieser Strecke auf der Straße verliefen wurde ab 1939 Kadamtala zum Endbahnhof. In den Folgejahren wurde eine neue Strecke neben der Straße errichtet und 1948 der neue Endbahnhof Howrah Maidan eröffnet.
Die Gesellschaft verfügte 1936 über 3 Lokomotiven, 22 Personen- und 13 Güterwagen. 1970 waren 4 Dampflokomotiven, 39 Personen- und 11 Güterwagen im Bestand.
Am 1. Januar 1971 stellte die HSLR zusammen mit der HALR den Betrieb ein.

## Shahdara–Saharanpur Light Railway (SSLR)
Die Schmalspurstrecke mit 762 mm Spurweite verband Shahdara im Norden von Delhi mit dem rund 150 km entfernten Saharanpur in Uttar Pradesh und wurde 1907 eröffnet. Es war die längste Strecke die von den MLR betrieben wurde.
Bei der Eröffnung war die SSLR im Besitz von 8 Lokomotiven, 35 Personen- und 189 Güterwagen. 1936 verfügte die Gesellschaft über 10 Lokomotiven, 1 Triebwagen, 54 Personen- und 259 Güterwagen. 1970 waren 21 Dampflokomotiven, 3 Triebwagen, 73 Personen- und 384 Güterwagen im Bestand.
Wegen steigender Verluste wurde der Betrieb der SSLR am 1. September 1970 eingestellt. Die Strecke wurde auf die indische Breitspur umgespurt und 1973 von Indian Railways wieder eröffnet. Sie gehört heute zum Netz der regionalen Northern Railway.

## Klassifizierung
Die einzelnen Bahnen wurden nach der von der indischen Regierung 1926 eingeführten Indian Railway Classification als Eisenbahn der Klasse III eingestuft. Lediglich die Shahdara–Saharanpur Light Railway wurde der Klasse II zugeordnet.